# Franz Stark (Kirchenhistoriker)

Kaplan Stark beim Studium eines Bandes aus dem Gemeinsamen Archiv beider Appenzell.

Franz Stark (* 18. September 1916 als Franziskus Antonius Stark in Enggenhütten, Bezirk Schlatt-Haslen; † 17. Februar 1991 in Appenzell, heimatberechtigt ebenda) war ein Schweizer römisch-katholischer Geistlicher und promovierter Historiker aus dem Kanton Appenzell Innerrhoden. 1986 erhielt er den Innerrhoder Kulturpreis.

## Leben und Wirken
Franz Stark wuchs als Sohn von Franz Anton Stark und Anna Maria Hofstetter in einer Bauernfamilie in Enggenhütten und Meistersrüte, beide bei Appenzell, auf. Er besuchte die Primarschule in Meistersrüte und konnte dann, für einen Bauernsohn aussergewöhnlich, das Kollegium St. Antonius in Appenzell besuchen. Weil in Appenzell 1935 noch kein Maturitätsabschluss zu erwerben war, wechselte er hierfür für die letzten zwei Jahre ans Kollegium St. Fidelis nach Stans. Hier war er Mitglied der Studentenverbindung Struthonia.
Dem Wunsch Priester zu werden folgte das Theologiestudium an der Universität Freiburg i. Üe. 1942 erhielt Franz Stark die Priesterweihe und feierte Primiz. Auf Geheiss von Bischof Josephus Meile von St. Gallen folgte aufgrund eines Priesterüberschusses nun aber nicht die Versetzung auf eine erste Stelle, sondern die Rückkehr an die Universität in Freiburg i. Üe. für ein Zweitstudium in Geschichte. Dieses schloss Stark 1946 mit seiner Dissertation über die Reformation im Appenzellerland bei Oskar Vasella ab. Während seiner Studienzeit war Franz Stark Mitglied in der Studentenverbindung Leonina.
1946 kehrte Franz Stark nach Appenzell zurück und wurde Kaplan an der Pfarrei St. Mauritius. Auf diesem Posten sollte er als Seelsorger bis kurz vor seinem Tod 1990 tätig sein. Eine Berufung zum Pfarrer lehnte er zeitlebens ab. 1946 wurde Kaplan Stark ebenfalls zum kantonalen Schulinspektor berufen. Diese Tätigkeit übte er bis 1966 aus. In diese Zeit fällt eine Modernisierung der Innerrhoder Bildungslandschaft, die sich in einem neuen kantonalen Schulgesetz, dem Ausbau der Oberstufe und dem Neubau zahlreicher Schulgebäude manifestiert. Franz Stark war an dieser Modernisierung in grossem Masse beteiligt.
Als geselliger Vereinsmensch war Franz Stark langjähriger Präsident der Kolpingsfamilie Appenzell, dem ältesten Gesellenverein der Schweiz in der Tradition der katholischen Arbeitervereine. Als Mitglied des Historischen Vereins Appenzell, lange Jahre auch im Vorstand, war er 1953 zusammen mit Robert Steuble, Rainald Fischer, Adalbert Wagner und Hermann Grosser Mitbegründer des Innerrhoder Geschichtsfreunds, welcher noch heute die wichtigste landeskundliche Zeitschrift im Kanton darstellt.
Seit seiner Rückkehr nach Appenzell publizierte Franz Stark zahlreiche Texte zur Geschichte Appenzell Innerrhodens mit einem Fokus auf der Kirchengeschichte. Von 1944 bis 1961 erschien in der Zeitung Appenzeller Volksfreund die von ihm redigierte Beilage Aus Heimat und Kirche, welche 1993 gesammelt in Buchform erschien. Das Hauptwerk Starks besteht aus seinem Kapitel zur Reformation im ersten Band der Appenzeller Geschichte von 1964 sowie in seiner Monografie über die Pfarrei St. Mauritius Appenzell von 1971. 
1986 wurde sein historiografisches Schaffen mit der Verleihung des Innerrhoder Kulturpreises der Stiftung Pro Innerrhoden geehrt. Franz Stark verstarb mit 74 Jahren. Sein Nachlass wird im Landesarchiv Appenzell Innerrhoden aufbewahrt.

## Publikationen
- Die Glaubensspaltung im Lande Appenzell bis zur Badener Disputation 1526. (Dissertation). Genossenschafts-Buchdruckerei, Appenzell 1955.
- Die Reformation. In: Rainald Fischer,  Walter Schläpfer, Franz Stark: Appenzeller Geschichte. Band 1. Das ungeteilte Land von der Urzeit bis 1597. Herisau / Appenzell 1964, S. 303–399.
- 900 Jahre Kirche und Pfarrei St. Mauritius Appenzell. Genossenschafts-Buchdruckerei, Appenzell 1971.
- Hundert Jahre Feuerversicherung Appenzell Innerrhoden. Genossenschafts-Buchdruckerei, Appenzell 1973.
- 500 Jahre Stiftung Ried 1483–1983. Genossenschafts-Buchdruckerei, Appenzell 1983.